# Месни заговезни
Месни заговезни е важен християнски празник с подвижна дата, който се празнува винаги в неделя, осем седмици преди Великден. На този ден за последен път преди началото на Великия пост е позволено да се яде месо.
В съботния ден срещу Месни заговезни се извършва помен в чест на мъртвите – Голяма задушница преди Великия пост.
В деня на Месни заговезни при богослужението, четенето на Евангелието и проповедта православната църква припомня картината на Страшния съд, трагичните последици от греховността, възмездието за греховете в отвъдния свят и призовава всички към служение на ближния, добродетелност и благотворителност.
Вечерта в семеен кръг се слага празнична обредна трапеза с месни ястия (обикновено кокошка или петел). Някои данни говорят за следи от древни обичаи – жертвен характер на птицата, насочен срещу активизираните в този период според народните вярвания сили на хтоноса. Заговява се месо (заговявам – ям и пия вечерта на заговезни, месни или сирни).
Седмицата след Месни заговезни – Сирна неделя, е последната, през която могат да се ядат храни, които произхождат от животни, като сирене, мляко, яйца и т.н. Тя е и последната, през която младите могат да се събират на хорището, да пеят и играят хора. Младите искат прошка от по-възрастните. През цялата седмица до Сирни заговезни се устройват веселби и игри, защото след това те са строго забранени. В храмовете се четат откъси от Светото писание, които говорят за Страшния съд. Така Църквата припомня за трагичните последици от греха и призовава всички към служба на ближния и към добродетелност. До Великден следват хранителни и духовни пости.